# Calliandra rubescens
Calliandra rubescens är en ärtväxtart som först beskrevs av Martin Martens och Henri Guillaume Galeotti, och fick sitt nu gällande namn av Paul Carpenter Standley. Calliandra rubescens ingår i släktet Calliandra och familjen ärtväxter. Inga underarter finns listade i Catalogue of Life.